# 안평초등학교 하령분교
안평초등학교 하령분교는 경상북도 의성군 안평면에 있었던 초등학교 분교이다.

## 연혁
- 1949년 9월 1일 안평국민학교 하령분교 설립 인가
- 1949년 9월 5일 하령분교장 개교
- 1951년 9월 1일 하령국민학교 승격 분리
- 1996년 3월 1일 하령초등학교 개편
- 1997년 3월 1일 안평초등학교 분교장 격하 편입
- 1999년 3월 1일 폐교 및 안평초등학교 통폐합